# Sabutbaio
Sabutbaio (en georgiano: საბუთბაიო) o Butbakit (en abjasio: Быҭебақыҭ, romanizado: Butbakyt) es una aldea que pertenece a la parcialmente reconocida República de Abjasia, dentro del distrito de Gali, aunque de iure es parte del municipio de Gali de la República Autónoma de Abjasia de Georgia.

## Geografía
Sabutbaio está en la llanura de Samurzajano, a 13 km de Gali. Las aldea se administra desde el pueblo de Zemo Barguebi. 